# Saint-Pierre-Capelle
Saint-Pierre-Capelle, (en néerlandais Sint-Pieters-Kapelle) est une section de la commune belge de Pajottegem située en Région flamande dans la province du Brabant flamand. C'était une commune à part entière avant la fusion des communes de 1977 avant qu'elle fusionne  avec Hérinnes-lez-Enghien (Herne en néerlandais).

## Démographie

### Évolution démographique
- Sources : INS, Rem. : 1831 jusqu'en 1970 = recensements, 1976 = nombre d'habitants au 31 décembre[4].

## Histoire

### Appartenances administratives
- Moyen Âge :
  - chapitre noble féminin de Sainte Waudru à Mons ;
  - Potestas de Hérinnes, Baillage d'Enghien, comté de Hainaut[5].
- Période française (-1815) : canton de Lessines, arrondissement de Tournai, département de Jemmapes[6]
- Royaume des Belgiques (= Royaume uni des Pays-Bas, 1815-1830) :
  - 1816-1818 : canton de Lessines, district de Tournai, province de Hainaut, royaume des Belgiques[7]
  - 1818-1830 : canton de Lessines, district de Soignies, province de Hainaut, royaume des Belgiques[8]
- Royaume de Belgique :
  - 1830-1963 : canton de Lessines, arrondissement de Soignies, province de Hainaut, Belgique[9],[10]
  - 1963-1977 : canton de Lennik, arrondissement de Hal-Vilvorde, Province de Brabant, Belgique
  - 1977-1995 : section de la commune d'Hérinnes (Herne), arrondissement de Hal-Vilvorde, province de Brabant, Belgique
  - 1995-présent : section de la commune d'Hérinnes, arrondissement de Hal-Vilvorde, province du Brabant flamand, Belgique

### Diocèses
- Église catholique romaine : La commune fait partie de la zone pastorale Bever-Galmaarden-Herne du doyenné de Lennik dans le Vicariat « Brabant Flamand et Malines » de l'Archidiocèse de Malines-Bruxelles.

## Curiosités
- L'église paroissiale de Saint-Pierre-Capelle est logiquement dédiée à Saint-Pierre[11],[12] et est classée au patrimoine[13]. La tour est du XIIIe siècle et la nef est élargie au XIXe avec le maintien des piliers XVe siècle.
- Chapelle dédiée à Notre-Dame des Sept Douleurs datant de 1663[14].

## Illustrations

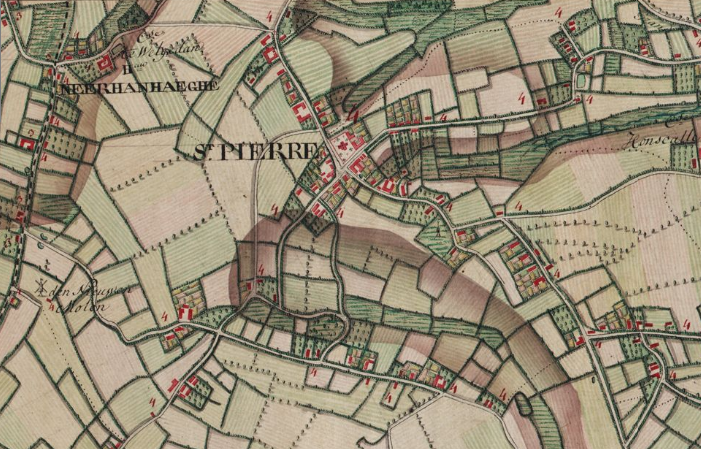
Saint-Pierre sur la carte de Ferraris (1771-1778).
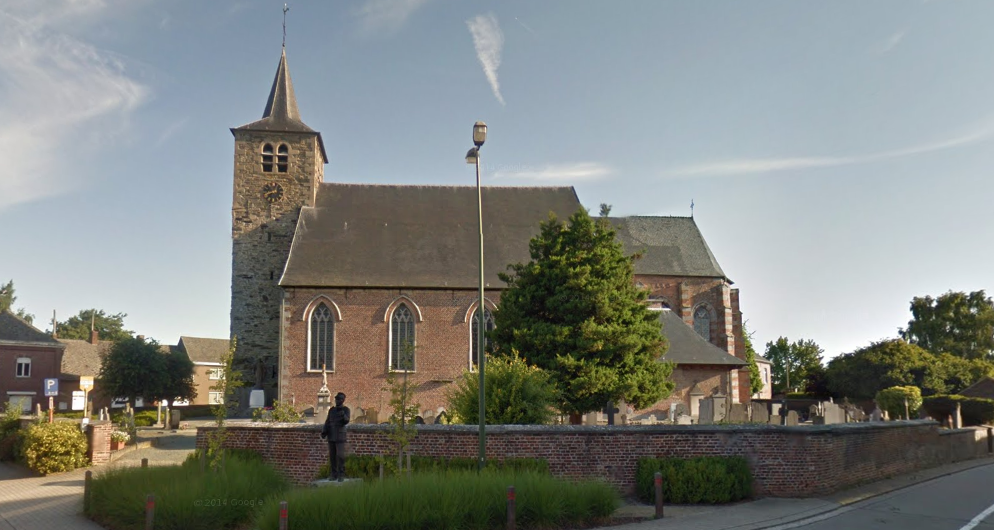
Église Saint-Pierre à Sint-Pieters-Kapelle.